# Station Podgaje Koszalińskie
Station Podgaje Koszalińskie was een spoorwegstation in de Poolse plaats Podgaje.